# کاریلون بروخه
کاریلون بروخه (هلندی: Belfort van Brugge) یک برج ناقوس قرون وسطی در مرکز بروخه، بلژیک است. این ساختمان یکی از برجسته‌ترین نمادهای شهر است، که در سابق محل خزانه‌داری و بایگانی شهرداری بود و به‌عنوان یک پست دیده‌بانی برای شناسایی آتش‌سوزی‌ها و سایر خطرات عمل می‌کرد.

## سابقه ساخت

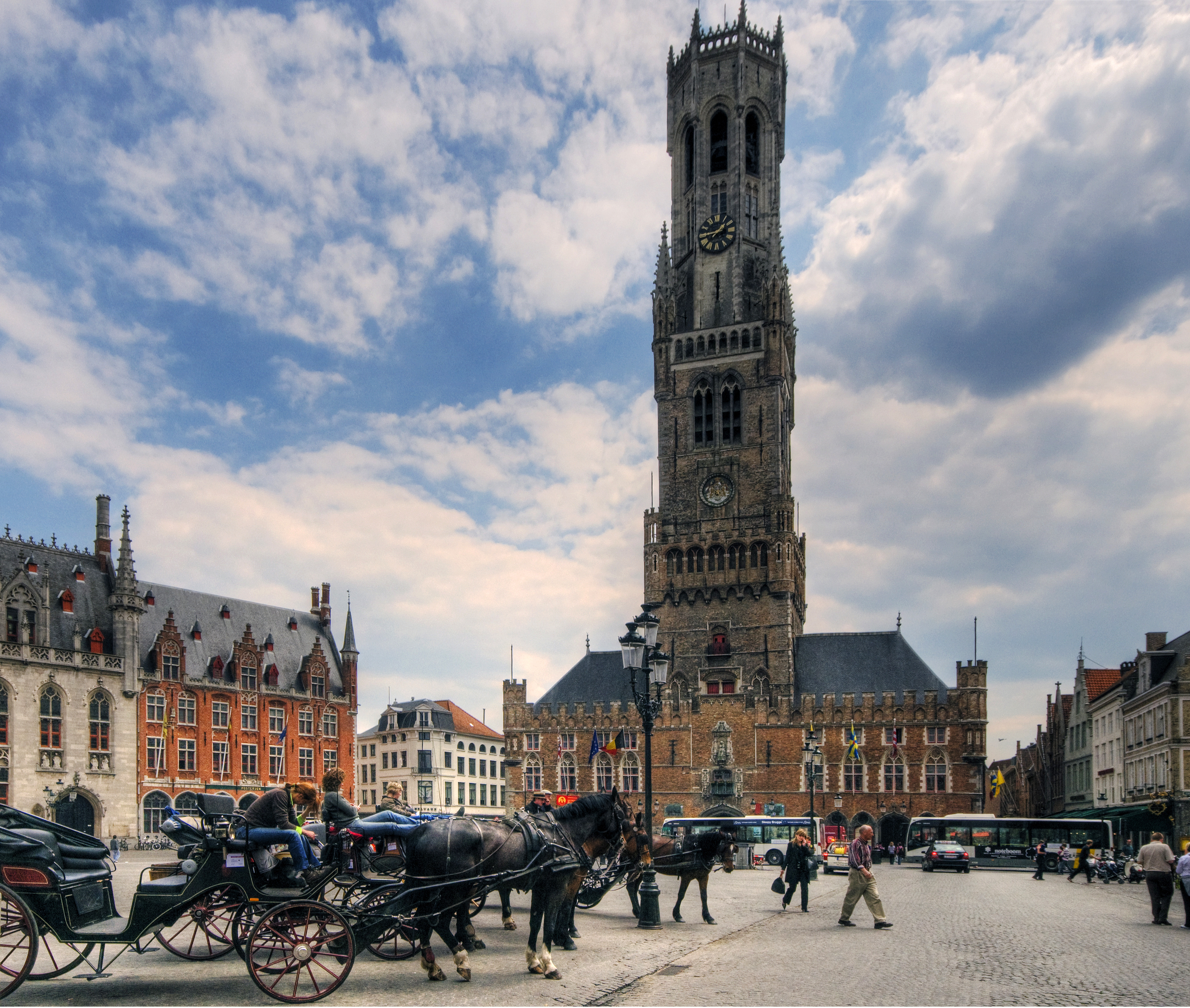
میدان بازار و ناقوس

در حدود سال ۱۲۴۰، زمانی که بروخه مرکز مهم صنعت پارچه فلاندری بود، این ناقوس به مارکت (میدان بازار) اضافه شد. پس از آتش‌سوزی ویرانگر در سال ۱۲۸۰، برج تا حد زیادی بازسازی شد. هرچند بایگانی شهر برای همیشه در میان شعله‌های آتش از بین رفت.
مرحله هشت ضلعی بالای ناقوس بین سال‌های ۱۴۸۳ و ۱۴۸۷ اضافه شد و با یک گلدسته چوبی که تصویری از سنت میکائیل، پرچمی در دست و اژدها در زیر پا داشت، پوشیده شد. این مناره زیاد دوام نیاورد: یک صاعقه در سال ۱۴۹۳ آن را به خاکستر تبدیل کرد و ناقوس‌ها را نیز از بین برد. یک گلدسته چوبی دوباره برای حدود دو قرن و نیم قله را تاج می‌کشید، پیش از آن که در سال ۱۷۴۱ قربانی شعله‌های آتش شود. گلدسته دیگر هرگز جایگزین نشد، بنابراین ارتفاع فعلی ساختمان تا حدودی پایین‌تر از قله بود. گذشته؛ اما یک سنگ روباز پاراپت به سبک  احیای گوتیک در سال ۱۸۲۲ به پشت بام اضافه شد.
شعری از هنری وادزورث لانگ‌فلو، با عنوان «ناقوس بروژ»، به تاریخچه شطرنجی ساختمان اشاره دارد:
در بازار بروژ، ناقوس قدیمی و قهوه‌ای قرار دارد.
سه بار مصرف شده و سه بار بازسازی شده‌است، هنوز شهر را تماشا می‌کند. پلکانی باریک و شیب دار با ۳۶۶ پله که برای عموم با هزینه ورودی قابل دسترسی است، به بالای ساختمانی با ارتفاع ۸۳ متر (۲۷۲ فوت) منتهی می‌شود که ۸۷ سانتی‌متر به سمت شرق متمایل است.
در کناره‌ها و پشت برج، تالار بازار سابق قرار دارد، ساختمانی مستطیل شکل به عرض تنها ۴۴ متر اما عمق ۸۴ متر، با یک حیاط داخلی. بر این اساس، ناقوس به عنوان "Halletoren" (برج تالارها) نیز شناخته می‌شود. از سال ۱۹۹۹، ناقوس در فهرست میراث جهانی یونسکو به عنوان بخشی از دارایی دوره‌ای ناقوسخانه‌های بلژیک و فرانسه بوده‌است. علاوه بر این، این یک جزء کلیدی از سایت میراث جهانی یونسکو مرکز تاریخی بروژ است که در سال ۲۰۰۰ ثبت شده‌است.
این ساختمان یکی از ویژگی‌های اصلی فیلم «در بروژ» محصول سال ۲۰۰۸ است و در رمان «اطلس ابر» چاپ سال ۲۰۰۴، به آن اشاره شده‌است.

## زنگ‌ها
ناقوس‌های موجود در برج زندگی ساکنان شهر را تنظیم می‌کنند و زمان، اعلام حریق، ساعات کار و انواع رویدادهای اجتماعی، سیاسی و مذهبی را اعلام می‌کنند. در نهایت یک مکانیسم زنگ زدن منظم زنگ‌های خاص را تضمین می‌کرد، به عنوان مثال ساعت را نشان می‌داد.
در قرن شانزدهم، برج یک کاریلون دریافت کرد که اجازه می‌داد ناقوس‌ها با استفاده از صفحه کلید دستی نواخته شوند. از سال ۱۶۰۴، حساب‌های سالانه استخدام یک کاریلونر را برای پخش آهنگ در روزهای یکشنبه، تعطیلات و روزهای بازار ثبت می‌کنند.
در سال ۱۶۷۵ کاریلون شامل ۳۵ زنگ بود که توسط ملچیور نازی از آنتورپ طراحی شد. پس از آتش‌سوزی سال ۱۷۴۱، مجموعه‌ای از زنگ‌ها که توسط جوریس دامری ساخته شده بود، جایگزین شد که ۲۶ عدد از آنها هنوز در حال استفاده هستند. در پایان قرن نوزدهم، ۴۸ ناقوس وجود داشت، اما امروزه زنگ‌ها به شماره ۴۷، با وزنی حدود ۲۷٫۵ تن ثانیه هستند. وزن زنگ‌ها از دو پوند تا ۱۱٬۰۰۰ پوند متغیر است.